# Ho mok

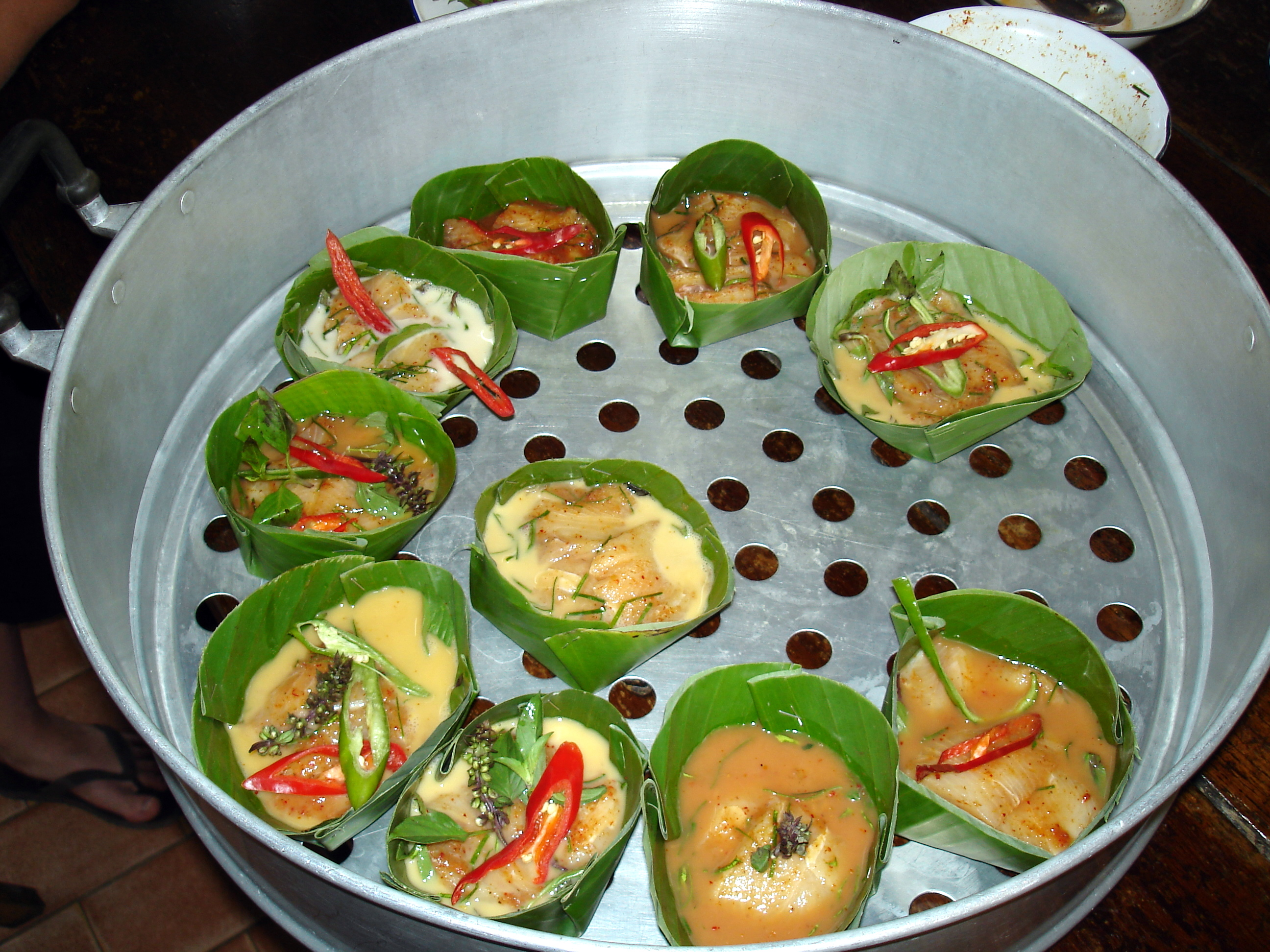
Chế biến ho mok pla Thái bằng cách hấp

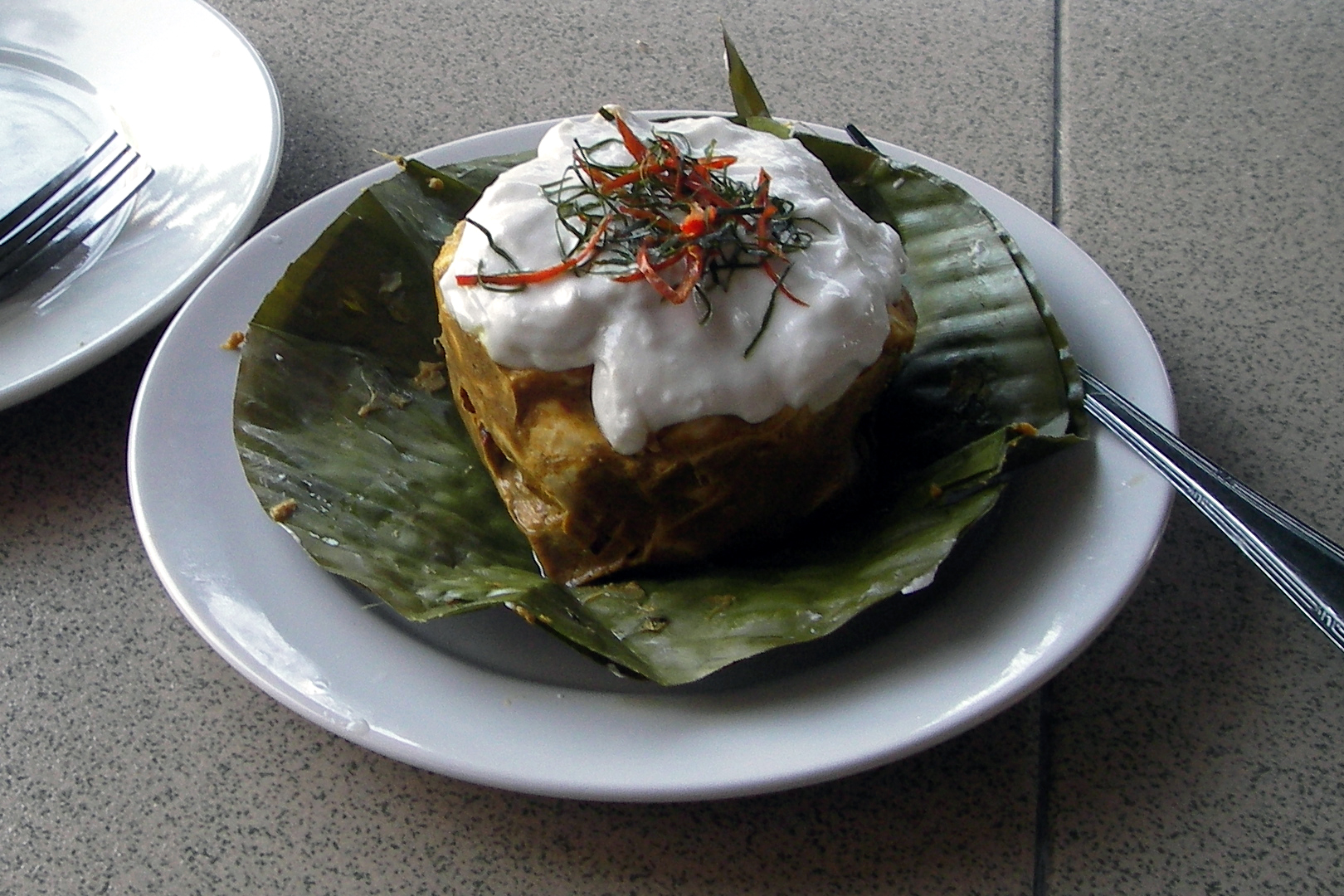
Amok trey – món amok cá Campuchia

Trong ẩm thực Đông Nam Á, ho mok (cách gọi khác là amok, homok, hoặc hor mok) đề cập đến quá trình hấp chín cà ri trong lá chuối hoặc cho món ăn thành phẩm. Nước cốt dừa đặc và củ riềng là những nguyên liệu cổ điển, được thêm vào một loạt các loại lá và nguyên liệu chính.
Món ăn cơ bản hoặc phát triển được gọi theo địa phương là:
- ห่อหมก [hɔ̀ː.mòk] trong tiếng Thái
- ຫມົກ [mók] trong tiếng Lào
- អាម៉ុក [aː.mok] trong tiếng Khmer

Nhiều loại nguyên liệu có thể được sử dụng để chế biến món ho mok. Thành phần chính thường sẽ đặt tên cho món ăn:
- cá – ห่อหมกปลา [hɔ̀ː.mòk plāː] trong tiếng Thái; ຫມົກປາ [mók paː] trong tiếng Lào; ហហ្មុកត្រី [haː.mok trəj] trong tiếng Khmer
- rễ tre – ห่อหมกหน่อไม้ [hɔ̀ː.mòk nɔ̀ː máːj] trong tiếng Thái; ຫມົກຫນໍ່ໄມ້ [mók nɔ̄ː mâj] trong tiếng Lào (thường có thịt băm bên trong)
- thịt gà – ห่อหมกไก่ [hɔ̀ː.mòk kàj] trong tiếng Thái
- đậu phụ – ห่อหมกเต้าหู้ [hɔ̀ː.mòk tâw.hûː] trong tiếng Thái
- trứng – ຫມົກໄຂ່ [mók kʰāj] trong tiếng Lào (thường có thịt băm bên trong)
- tảo – như trong tiếng Lào ຫມົກໄຄ [mók kʰáj] (với Mekong weed)

## Từ nguyên
Trong tiếng Thái, ho mok (tiếng Thái: ห่อหมก, phát âm tiếng Thái: [hɔ̀ɔmòg], n.đ. 'chôn bọc') được định nghĩa là “một món ăn Thái gồm cá hoặc gà hấp trong nước cốt dừa và sốt ớt.” Đây là một từ ghép hình thành từ các từ Tai ho và mok.
- Từ ho (phát âm tiếng Thái: [hɔ̀ɔ̄]) có nghĩa là “gói, những thứ được gói trong bao, gói lại, đóng gói” và là từ cùng gốc với tiếng Bắc Thái, tiếng Shan và các ngôn ngữ Kam–Tai.[6]
- Từ mok (phát âm tiếng Thái: [mɔk]) có nghĩa là “che, giấu hoặc ẩn” và là từ cùng gốc với tiếng Bắc Thái, tiếng Lào và các ngôn ngữ Kam–Tai.[7][8]

Trong tiếng Khmer, haa mok (tiếng Khmer: ហហ្មុក, phát âm tiếng Khmer: [hɑ.ˈmok]) là từ vay mượn từ tiếng Thái ho mok và được định nghĩa là “một loại món ăn gồm thịt băm, gà hoặc cá trộn với gia vị và nước cốt dừa, gói trong lá và đem hấp.”
Một tên gọi khác của món ăn này trong tiếng Khmer là amok (tiếng Khmer: អាម៉ុក, phát âm tiếng Khmer: [amŏk], nghĩa là “hấp trong lá chuối”), mặc dù nhà sư Campuchia Chuon Nath đã khuyến cáo không nên sử dụng trong mục từ haa mok của cuốn Từ điển Khmer năm 1967 của ông. Từ tiếng Khmer này cũng đã đi vào tiếng Triều Châu ở Campuchia. Theo các nhà văn ẩm thực Canada Jeffrey Alford và Naomi Duguid, cả từ lẫn kỹ thuật có thể ban đầu là của Khmer, trong khi nhà văn ẩm thực người Úc sống tại Campuchia Phil Lees cho rằng từ amok có thể đã đi vào tiếng Khmer từ tiếng Bồ Đào Nha amouco, vốn lại có nguồn gốc từ từ tiếng Mã Lai amok hoặc amuk nghĩa là “lao vào cơn cuồng sát”.

## Lịch sử

### Thái Lan
Bằng chứng lịch sử cho thấy món cà ri hấp, còn được gọi là ho mok và ho nueng, đã là một phần của ẩm thực Thái Lan từ thời Ayutthaya và Lan Na, thể hiện qua danh sách các món ăn dâng cho các nhà sư trong Lễ nghi Hoàng gia Mười hai Tháng được ghi trong Luật Cung điện Hoàng gia của Vương quốc Ayutthaya, cũng như trong các nghi lễ Mười hai Tháng (tiếng Thái: สิบสองเป็ง) và tập tục Taan Khan Khao (tiếng Thái: ตานขันข้าว) của Lan Na, cả hai đều có món cà ri hấp (ho mok). Món ăn này cũng là một phần quan trọng trong nghi lễ trừ tà truyền thống ở Lan Na, được dùng trong các lễ cúng thần linh. Tên gọi của xã Ban Ho Mok đã được ghi nhận từ thời Ayutthaya, và theo Sombat Phlainoi, Nghệ sĩ Nhân dân Thái Lan (Văn học), đây có thể là một địa điểm nổi tiếng về làm món cà ri hấp (ho mok) thời bấy giờ.:80
Vào thế kỷ 17, các tác phẩm của Chihara Gorohachi người Nhật ghi nhận Xiêm là điểm đến phổ biến của tàu buôn nước ngoài. Các thương nhân Nhật cũng thường xuyên đến Xiêm để buôn bán. Quý tộc Nhật Yamada Nagamasa đã mang món cà ri hấp (ho mok) từ Xiêm sang Nhật khi ông đến Nagasaki vào năm 1624. Trong quá khứ, tại Osaka, Nhật Bản từng có nhà hàng phục vụ món homoku, và cho rằng đây là món ăn được du nhập từ Xiêm cách đây hàng trăm năm.
Một đoạn thơ ở khổ thứ 8 trong trường ca Thái Khun Chang Khun Phaen có nhắc đến món cà ri hấp:
| ทำน้ำยาแกงขมต้มแกง ผ่าฟักจักแฟงพะแนงไก่ บ้างทำห่อหมกปกปิดไว้ ต้มไข่ผัดปลาแห้งทั้งแกงบวน | Nấu nước cà ri ăn với bún, xắt bí thành món cà ri Phanaeng gà, có khi làm cà ri hấp (ho mok), luộc trứng, xào cá khô và nấu cà ri Buaan. |
|                                                                         | |

Trường ca Phra Aphai Mani của Sunthorn Phu sáng tác trong giai đoạn 1821–1845 cũng nhắc đến món cà ri hấp (ho mok) khi Phra Aphai Mani làm lễ tang cho Thao Suthat:
| พระซักถามนามกับข้าวแกล้งเซ้าซี้ นางทูลชี้ถวายพลางต่างต่างกัน ไก่พะแนงแกงเผ็ดกับเป็ดหั่น ห่อหมกมันจันลอนสุกรหัน ทั้งแกงส้มต้มชิงทุกสิ่งอัน กุ้งทอดมันม้าอวนแกงบวนเนื้อ | Phra Aphai Mani hỏi về các món ăn một cách tò mò, các con gái là Nang Soi Suwan và Nang Chan Suda thưa rằng đã chuẩn bị đủ món, gồm cà ri Phanaeng gà, cà ri đỏ, thịt vịt xắt, cà ri hấp, chả cá nướng, thịt heo quay, Kaeng som, canh gừng, tôm chiên xù, bánh bao thịt hấp (chang lon) và cà ri Buaan thịt bò. |
| | |

Phiên bản Phra Malethethai của nhà thơ Khun Suwan và Nirat Malethethai của vua Mongkut (1851–68), sáng tác trong thời kỳ Rattanakosin, có nhắc đến thị trấn mang tên xã Ho Mok. Xã này nay thuộc huyện Bang Sai, Phra Nakhon Si Ayutthaya, Thái Lan.
Sombat Phlainoi, Nghệ sĩ Nhân dân Thái Lan ngành Văn học (2010), nhận định:
Cả món cà ri hấp (ho mok) và chả cá (pla hed) có lẽ đều là món ăn cổ của Ayutthaya vì có một xã tên Tambon Hor Mok ở huyện Bang Sai, tỉnh Phra Nakhon Si Ayutthaya. Chúng tôi chưa có cơ hội nghiên cứu lịch sử của món cà ri hấp, nhưng có thể đoán đây từng là nơi nổi tiếng làm món này.:80
Người Bắc Thái ở Lan Na cũng gọi món cà ri hấp là ho nueng (tiếng Thái: ห่อนึ่ง, ห่อหนึ้ง), và món này cũng được dùng trong các lễ cúng thần linh từ thời cổ, tương tự Canang sari.
Một món Thái tương tự cà ri hấp (ho mok) là bánh bao thịt hấp, gọi là Chan Lon, Chaeng Lon hoặc Chab Lak. Món này có ở Rayong và Chonburi, có hương vị giống sự kết hợp giữa cà ri hấp (ho mok) và chả cá chiên (thod man), nhưng cách chế biến khác là xiên bánh bao, nướng khô rồi quay với nước cốt dừa.
Món cà ri hấp không chỉ giữ vị trí đặc biệt trong ẩm thực Thái mà còn mang ý nghĩa văn hóa. Trong tiếng Thái có thành ngữ liên quan đến món này, như oe-o-ho-mok (tiếng Thái: เออออห่อหมก) để chỉ sự đồng thuận hoặc tán thành. Tuy nhiên, cũng có câu thơ châm biếm sak-ka-wa-duean-ngai-khai-ho-mok (tiếng Thái: สักวาเดือนหงายขายห่อหมก), dùng cụm khai ho mok:108 để ám chỉ gái mại dâm xưa kiếm khách ở các sòng bạc địa phương và khu Saphan Lek ở Bangkok. Điều này cho thấy mối liên hệ lâu đời giữa món cà ri hấp (ho mok) với đời sống văn hóa xã hội Thái từ thời cổ. Việc sử dụng các loại thảo mộc và gia vị thơm trong món ăn nhấn mạnh tầm quan trọng của nguyên liệu tự nhiên trong ẩm thực Thái, vốn bắt nguồn sâu xa từ nền nông nghiệp của đất nước.

## Nguyên liệu
Cà ri hấp là món ăn thường có mắm cà ri hoặc mắm cá làm nguyên liệu chính. Bên cạnh phần mắm, món ăn còn kết hợp nhiều loại lá và nguyên liệu phổ biến khác như cá, cua, tôm, măng, thịt gà, ốc, đậu phụ và rong. Thành phần cụ thể có thể thay đổi tùy vùng miền, với mỗi quốc gia ở Đông Nam Á lại có phiên bản cà ri hấp riêng.

## Biến thể
Có nhiều loại món cà ri hấp ở các quốc gia khác nhau, mỗi nơi lại có tên gọi riêng. Một số ví dụ gồm cà ri cá hấp.

### Campuchia

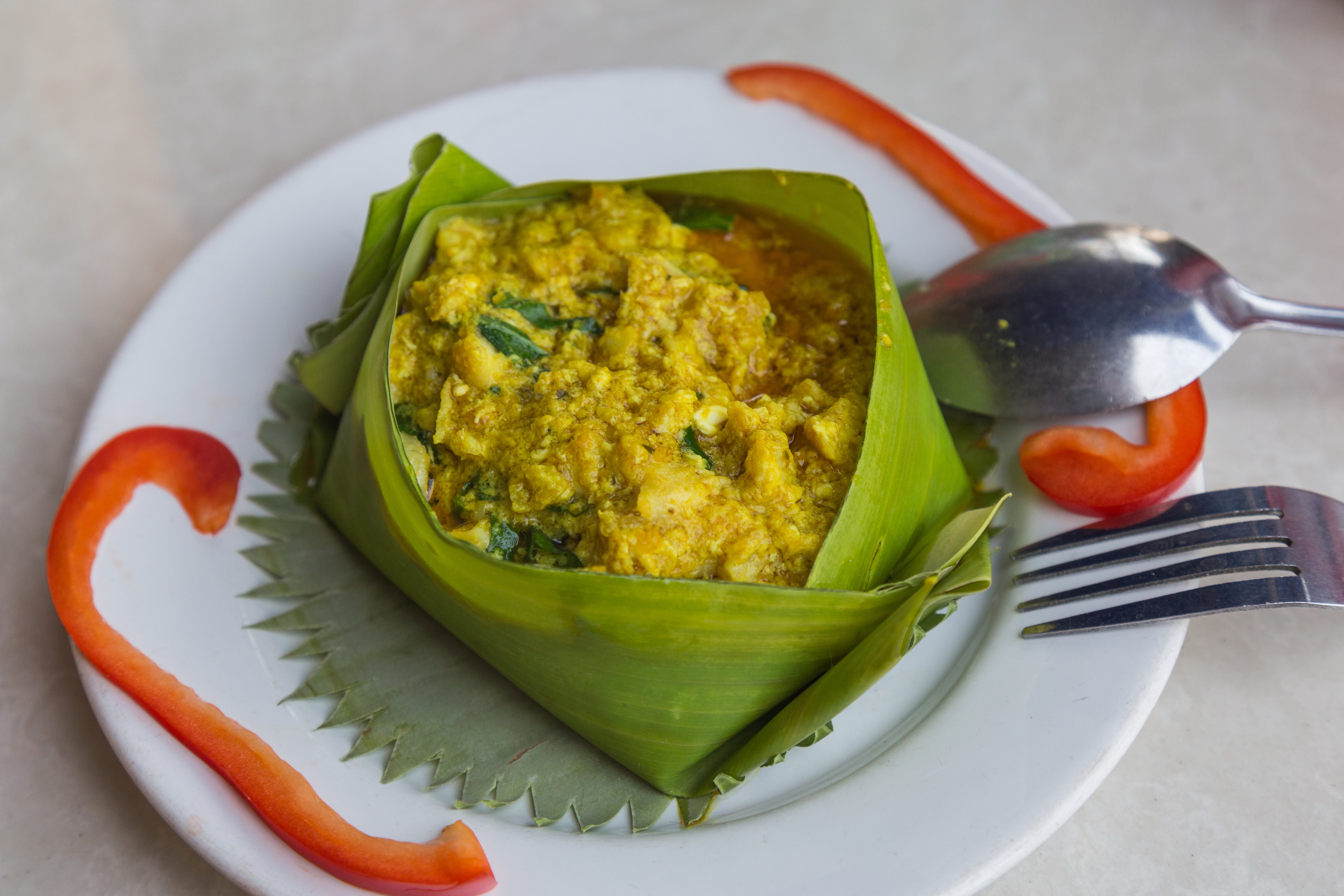
Cá amok của Campuchia

Ẩm thực Campuchia nổi tiếng với việc sử dụng loại mắm cà ri đậm hương gọi là kroeung (tiếng Khmer: គ្រឿង) để chế biến món cà ri hấp.
- Cà ri cá hấp: Amok trei (tiếng Khmer: អាម៉ុកត្រី).
- Cà ri gà hấp: Amok sach moan (tiếng Khmer: អាម៉ុកសាច់មាន់).
- Cà ri hấp chem chép xanh: Amok khyang[32] (tiếng Khmer: អាម៉ុកខ្យង).
- Cà ri đậu phụ hấp: Amok tauhu (tiếng Khmer: អាម៉ុកតៅហ៊ូ).

### Ấn Độ
- Cá hấp lá chuối kiểu Kerala: Meen pollichathu[33] (tiếng Konkan: फिश पोलीचथू)

### Lào

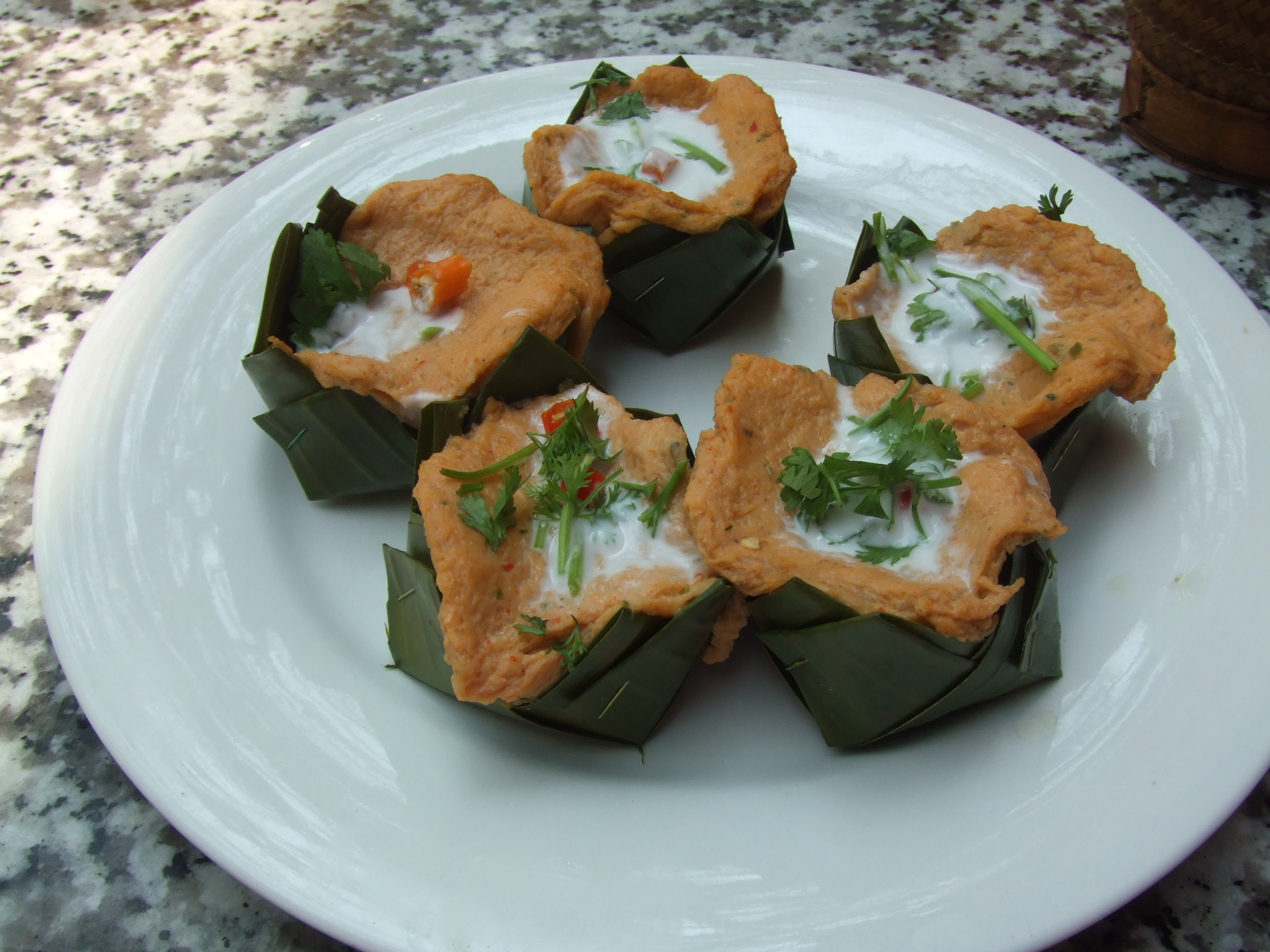
Cà ri cá hấp của Lào (mok pa)

Các món cà ri hấp là một phần của ẩm thực Lào, thường được chế biến bằng cách nướng trên than hồng.
- Cà ri cá hấp: Mok pa (tiếng Lào: ໝົກປາ).
- Cà ri măng hấp: Mok naw mai[35] (tiếng Lào: ໝົກໜ່ຳໄມ້).
- Cà ri gà hấp: Mok Kai (tiếng Lào: ໝົກໄກ່).
- Cà ri rong sông Mekong (rong Mekong) hấp: Mok khai (tiếng Lào: ໝົກໄຄ).

### Malaysia, Singapore và Indonesia
- Cà ri cá hấp: Otak-otak, Sata (bang Terengganu, Malaysia).
- Cà ri cá chép hấp: Pepes (Indonesia).

### Myanmar
Miến
- Cá hấp lá chuối (ướp gia vị): Ngàbàundou[36]

Người Dai ở Kengtung, Bang Shan
- Cà ri hấp: Ho nung pla[37]

Shan
- Cà ri hấp: Pag jog[38]

### Philippines
- Cà ri cá ngừ hấp: Utak-utak (Tausūg).

### Thái Lan

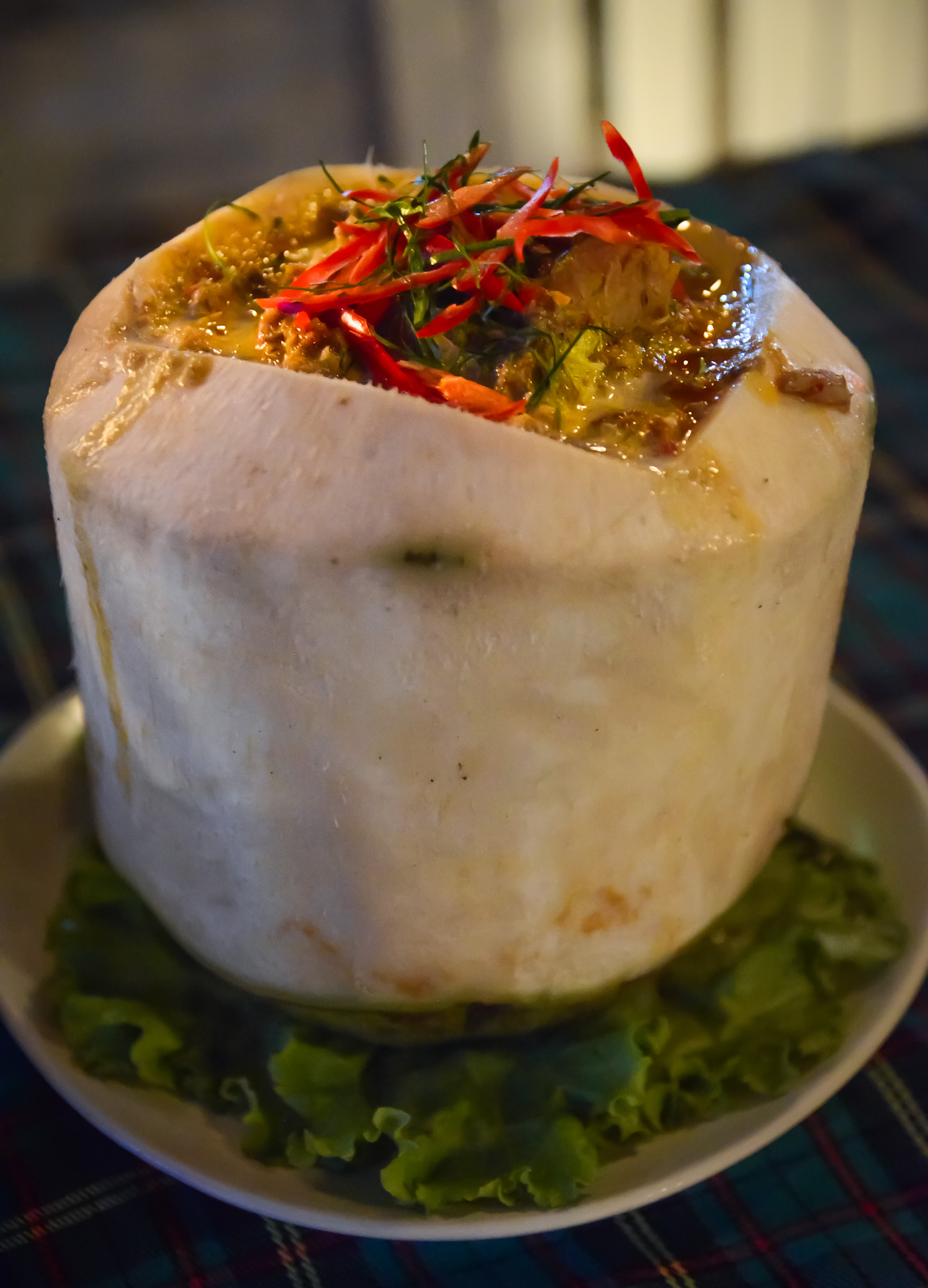
Cà ri hải sản hấp của Thái (ho mok thale) trong trái dừa

Mắm cà ri, hay prik kaeng (tiếng Thái: พริกแกง) trong ẩm thực Thái Lan, là thành phần thiết yếu để chế biến món cà ri hấp.
- Cà ri cá hấp: Ho mok pla, Mok pla (Isan) (tiếng Thái: ห่อหมกปลา, หมกปลา).
- Cà ri măng hấp: Ho mok nor mai, Mok nor mai (Isan) (tiếng Thái: ห่อหมกหน่อไม้, หมกหน่อไม้).
- Cà ri gà hấp: Ho mok kai, Mok kai (Isan) (tiếng Thái: ห่อหมกไก่, หมกไก่).
- Cà ri chem chép xanh hấp: Ho mok hoy ma laeng phu (tiếng Thái: ห่อหมกหอยแมลงภู่).
- Cà ri cá chép mỏ vịt hấp: Ho mok pla grai (tiếng Thái: ห่อหมกปลากราย).
- Cà ri đậu phụ hấp: Ho mok tauhu, Mok tauhu (Isan) (tiếng Thái: ห่อหมกเต้าหู้).

### Châu tự trị dân tộc Thái Xishuangbanna
- Cá lá chuối Thái (hấp hoặc nướng với mắm): Xianjiao ye kao yu[39] hoặc Ho nung pla[40]